# Forte Elizabeth, Havaí
O Forte Elizabeth é um marco histórico nacional e é administrado no sudeste do atual Waimea na ilha de Kauai no Havaí. O último remanescente forte da Rússia sobre as ilhas havaianas, construído no início do século XIX pela Companhia Russo-Americana como o resultado de uma aliança com o Rei Havaiano. Este foi contratado pelo Reino do Havaí no século XIX sob o nome de Fort Hipo

## História

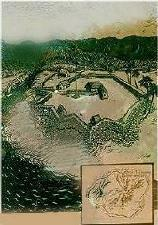
O Forte Elizabeth na ilha de Kauai em 1817

Em 1815, o médico alemão Georg Anton Schäffer, um agente da Companhia Russo-Americana, chegou ao Havaí para recuperar bens apreendidos por Kaumuali'i, chefe da ilha de kauai. Seguindo com as instruções da Companhia, Schäffer tinha que começar por estabelecer relações de amizade com o rei Kamehameha I que tinha criado um reino incorporando todas as ilhas do Havaí e enfrentou a oposição rebelde de Kaumuali'i. Então, com ou sem o apoio de Kamehameha, Schäffer tinha que  recuperar o custo de perder a mercadoria de Kaumuali'i.
A perícia médica de Schäffer ganhou o respeito de Kamehameha, mas ele negou os russos contra qualquer assistência Kaumuali'i. Schäffer foi seguido por dois navios da empresa, o Otkrytie e o imena. Ele então partiu para Kauai por conta própria. Para sua surpresa, Kaumuali'i havia assinado ansiosamente um "tratado" de concessão ao czar russo Alexandre I da Rússia um protectorado sobre Kauai. Kaumuali'i convencido Schäffer que os russos poderiam facilmente capturar todo o arquipélago. Schäffer prometeu que o czar Alexandre iria ajudá-lo a libertar-se do domínio de Kamehameha. Oficialmente, Kaumuali'i prometeu lealdade a Kamehameha em 1810. Kaumuali'i provavelmente nunca teve a intenção de abandonar o poder sobre a ilha; ele pensou que poderia recuperar seu próprio reino com a ajuda da Rússia. Kaumuali'i permitiu Schäffer para construir um forte perto de Waimea, chamado Forte ou Fortaleza Elizabeth foram nomeados para o imperador reinante Alexander e seu marechal-de-Barclay de Tolly .
O Forte Elizabeth foi construído em 1817 na margem leste do rio de Waimea, com vista para a baía de Waimea. Este forte foi construído na forma de um octógono irregular, cerca de 300 pés (91 m) para 450 pés (140 m) de largura, com paredes de 20 pés (6,1 m) de altura. Ele abrigou uma pequena capela ortodoxa russa, primeira igreja cristã ortodoxa do Havaí. O Forte Alexander construído na Baía de Hanelei também abrigava uma pequena capela ortodoxa. Quando foi descoberto que Schäffer não teve o apoio do Czar, ele foi forçado a deixar Kaua'i, no outono de 1817. O capitão Alexander Adams substituiu a bandeira russa pela nova bandeira do Reino do Havaí algum tempo antes de Outubro de 1817. O Forte Elizabeth finalmente, veio sob o controle de apoiantes Kamehameha.

Em 1820, as armas dispararam em saudação ao filho de Kaumuali'i, Príncipe Humehume chegou no navio Thaddeus, depois de guiar missionários americanos de volta para sua casa. Humehume tentou encenar uma rebelião em 1824 por atacar o forte. Foi usado como uma base para capturá-lo e manter o reino unificado. Ela foi abandonada em 1853. 

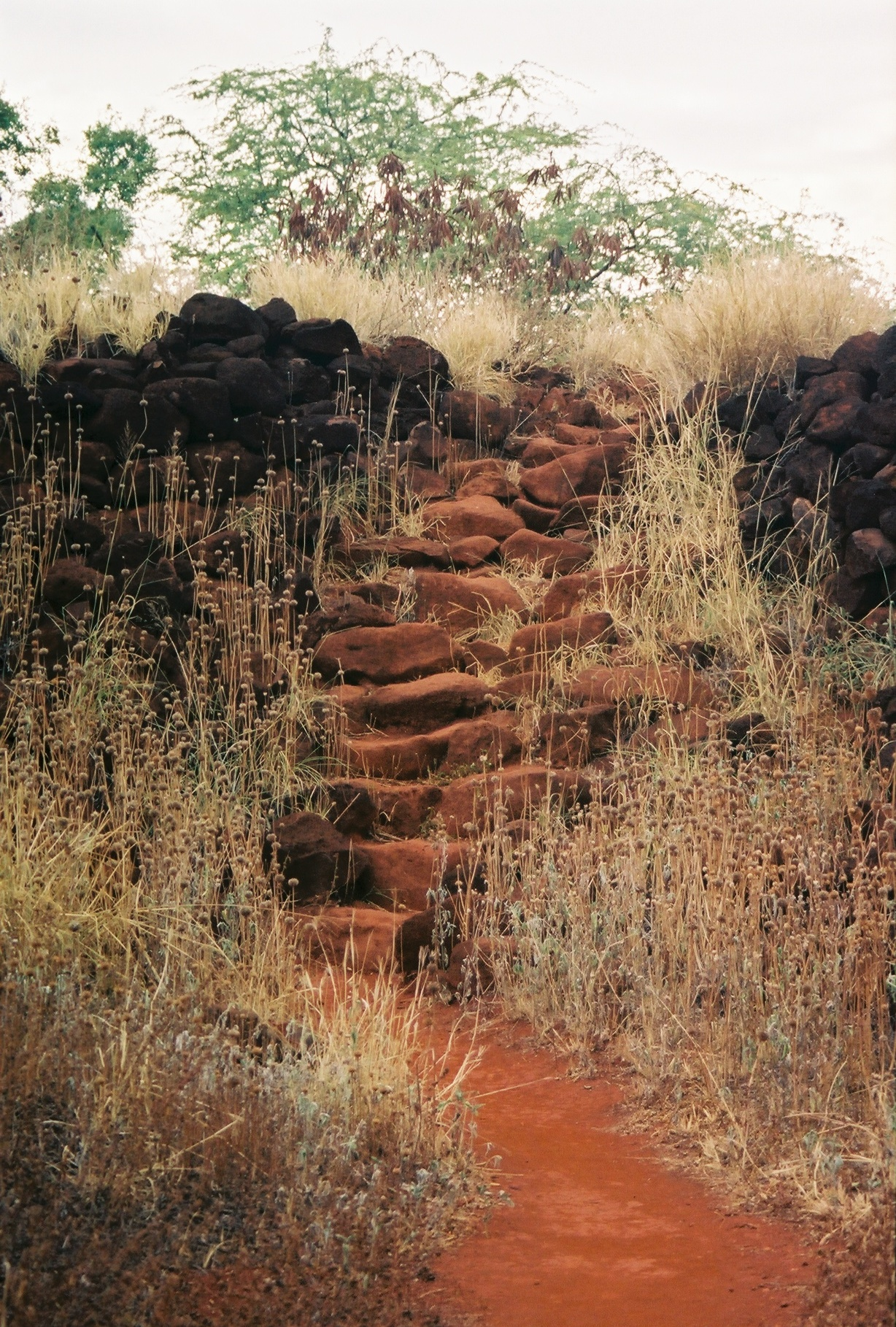
Parte das ruínas do Forte Elizabeth